# Англо-майсурские войны
Англо-майсурские войны — войны, происходившие во второй половине XVIII столетия между Британской Ост-Индской компанией и княжеством Майсур за гегемонию в Южной Индии. Всего имело место четыре англо-майсурских войны.

## История
- Первая война (1767—1769) и Вторая война (1780—1784).
- Третья англо-майсурская война
- Четвёртая англо-майсурская война
- Карта 1793 года
- Карта 1800 года

### Первая война (1767—1769)
Первая война началась в 1767 году походом против Майсура британской армии вместе с союзными ей индийскими войсками — на стороне англичан выступил также наваб Карнатика. Начало кампании оказалось для Компании удачным, ей удалось разгромить в 1767 году майсурские отряды под Тринкомали и Чангамом, а также оккупировать округа Коимбатур и Барамахал. Вследствие такого развития событий махараджа Майсура Хайдер Али изменил первоначальную тактику боевых действий и перешёл к партизанским методам — майсурцы нападали на отдельные английские отряды и уничтожали их, внезапно захватывали британские крепости и форты и так далее. 
Такое маневрирование принесло Майсуру успех и на третьем году войны Хайдар-Али удалось блистательным манёвром выйти в тыл английской армии и осадить Мадрас. В результате Компания вынуждена была пойти на переговоры и в краткие сроки был подписан Мадрасский мирный договор (1769), по которому восстанавливалось статус-кво, существовавшее на момент начала боевых действий.

### Вторая война (1780—1784)
Вторая война происходила на фоне общего обострения политической ситуации в Европе, вызванной противостоянием между Англией с одной стороны, ведшей в это время войну в Северной Америке со своими восставшими колониями, и Францией и Испанией с другой стороны, поддерживавших борьбу американцев за независимость, оказывая им в том числе и военную помощь. 
Перед началом военных действий Майсуру удалось заключить военный союз против Компании с Маратхской Конфедерацией и княжеством Хайдарабад. 
В 1780 году союзные армии заняли находившееся в союзе с англичанами княжество Карнатик. Британские войска понесли несколько тяжелых поражений, например в сражении при Анагунди (1782 г.) магарадже Майсура Типу Султану удалось окружить и разгромить крупные английские силы, и положение англичан становилось критическим. Однако Компании удалось подкупить союзников Майсура — Хайдарабад и маратхов. и таким образом переломить невыгодную для себя ситуацию. 
Положение майсурцев несколько улучшилось после прибытия им на помощь в 1782 году французской эскадры, однако заключение в 1783 году Версальского мирного договора между Англией, Францией и Испанией лишило Майсур помощи французов. Завершением войны была неудачная попытка майсурских войск отбить захваченный англичанами порт Мангалуру. Заключённый вслед за этим Мангалурский договор предусматривал обмен захваченными территориями и пленными.

### Третья война (1790—1792)
Третья война оказалась продолжением вооружённого конфликта между Майсуром и союзником Ост-Индской Компании — княжеством Траванкур. Траванкур терпел поражения и обратился за помощью к англичанам. Последние привлекли в качестве союзников снова Маратхскую Конфедерацию и Хайдарабад, после чего вступили в Майсур сразу с четырёх сторон. Однако, в результате упорных боёв в течение 1790 года англичанам удалось закрепиться лишь в некоторых окраинных районах княжества, после чего британские войска и их союзники начали терпеть поражения. Ситуация для войск Компании складывалась столь неблагоприятно, что для руководства армией в 1791 году в Майсур прибыл из Бенгалии лично генерал-губернатор Чарльз Корнуоллис. В результате предпринятых им решительных мер по укреплению дисциплины в войсках и мобилизации всех имевшихся в наличии резервов Корнуоллис сумел подготовить британские части к броску на столицу Майсура — Серингапатам. После этого Типу Султан был вынужден подписать в 1792 году Серингапатамский договор, согласно которому Майсур терял почти половину своей территории и был вынужден уплатить огромную контрибуцию. К Ост-Индской компании отошли провинции Барамахал, Диндигал, Кочин, Малабар и Кург, к маратхам — округ Саванур. Хайдарабад получил территории на севере и западе Майсура.

### Четвёртая война (1799)
Четвёртая война продолжалась недолго и завершилась штурмом и взятием Серингапатама 4 мая 1799 года армией английского генерала Бэрда. 
Во время штурма Типу-Султан был убит, а город подвергся чудовищному разграблению и насилию. Грабежи продолжались и на следующий день после штурма. Дабы прекратить их, английский командующий приказал вешать каждого, застигнутого с «добычей», вне зависимости от заслуг и воинского звания. 
После этого от Майсура вновь были отрезаны территории в пользу Компании (округа Коимбатур и Седнур), Хайдарабада (Гути, Гуррамконда, Пенуконда, Мадакасира) и маратхов, а Майсур превратился в вассальное княжество Ост-Индской компании.